# Бат (Северна Каролина)
Бат (енгл. Bath) град је у америчкој савезној држави Северна Каролина.

## Демографија
По попису из 2010. године број становника је 249, што је 26 (-9,5%) становника мање него 2000. године.
| Група             | 2000.       | 2010.       |
| Белци             | 259 (94,2%) | 243 (97,6%) |
| Афроамериканци    | 8 (2,9%)    | 2 (0,8%)    |
| Азијати           | 0 (0,0%)    | 0 (0,0%)    |
| Хиспаноамериканци | 5 (1,8%)    | 3 (1,2%)    |
| Укупно            | 275         | 249         |